# Plavno (Krásný Les)
Plavno (německy Holzbach) je zaniklá vesnice v okrese Karlovy Vary v Karlovarském kraji. Nacházela se v Krušných horách severozápadně od Krásného Lesa. Vesnice zanikla vysídlením po druhé světové válce.

## Název
Německý název Holzbach byl převzat ze jména potoka, u kterého vesnice stála. Jméno znamená buď lesní potok podle lesů, kterými protéká, nebo dřevný či plavný potok podle občasného plavení dřeva. V historických pramenech se název vsi objevuje jen ve tvaru Holzbach (1663, 1785, 1847), který se používal do roku 1947, kdy byla vesnice úředně přejmenována na Plavno.

## Historie
První písemná zmínka o vesnici pochází z roku 1663.

## Přírodní poměry
Katastrální území Plavno měří 4,51 km² a nachází se v Krušných horách, severně od Krásného Lesa na jihovýchodním úbočí Klínovce v nadmořské výšce okolo 730 metrů. V geomorfologickém členění je součástí podcelku Klínovecká hornatina a okrsku Jáchymovská hornatina. V místech zaniklé vesnice protéká Plavenský potok.
V rámci Quittovy klasifikace podnebí Plavno stálo v chladné oblasti CH7, pro kterou jsou typické průměrné teploty −3 až −4 °C v lednu a 15–16 °C v červenci. Roční úhrn srážek dosahuje 850–1000 milimetrů. Mrazových dnů bývá 140–160, zatímco letních dnů jen deset až třicet.

## Obyvatelstvo
Při sčítání lidu v roce 1921 ve vsi žilo 124 obyvatel (z toho 59 mužů) německé národnosti a římskokatolického vyznání. Podle sčítání lidu z roku 1930 měla vesnice 110 obyvatel německé národnosti. Kromě jednoho člověka bez vyznání byli římskými katolíky.
|           | 1869 | 1880 | 1890 | 1900 | 1910 | 1921 | 1930 | 1950 | 1961 | 1970 | 1980 | 1991 |
| --------- | ---- | ---- | ---- | ---- | ---- | ---- | ---- | ---- | ---- | ---- | ---- | ---- |
| Obyvatelé | 117  | 116  | 108  | 128  | 124  | 124  | 110  | 12   | —    | —    | 1    | 1    |
| Domy      | 21   | 18   | 18   | 21   | 21   | 21   | 22   | 22   | —    | —    | 1    | 1    |

## Obecní správa a politika
Při sčítání lidu v letech 1869–1930 bývalo Plavno obcí v okrese Jáchymov. Roku 1950 bylo osadou obce Krásný Les a v následujících letech vesnice zanikla.